# Aborcja w Czechach
Aborcja w Czechach – jest dopuszczalna na żądanie kobiety w trzech pierwszych miesiącach ciąży pod warunkiem uzyskania zgody ginekologa, który musi poinformować ją o możliwych skutkach zabiegu oraz gdy minęło co najmniej sześć miesięcy od poprzedniej aborcji. Po upływie trzech miesięcy przerwanie ciąży można przeprowadzić jedynie z wyraźnych wskazań medycznych.

## Historia
Do 1950 roku w Czechosłowacji przerywanie ciąży było bezwzględnie zakazane – w tym roku wprowadzono zmiany w kodeksie karnym zezwalające na aborcję z powodu ścisłych wskazań medycznych bądź embriopatologicznych. W 1957 roku rozszerzono zakres wyjątków dopuszczając przerywanie ciąży „z innych ważnych powodów” – dopiero późniejsze przepisy wykonawcze określiły je jako m.in. trudna sytuacja mieszkaniowa, niezamężność matki, ciężka sytuacja materialna.
Każda aborcja musiała być zaaprobowana przez odpowiednią komisję. Jedynie aborcje z powodu biedy bądź racji zdrowotnych były wykonywane na koszt budżetu. W 1986 roku wprowadzono nową ustawę przewidującą aborcję na żądanie. Jest ona w mocy po dziś dzień. W czerwcu 2003 w parlamencie złożono projekt ustawy zakładający powtórną penalizację przerywania ciąży złożony przez polityków KDU – CŠL i ODS. Projekt ten przepadł stosunkiem głosów 134:23.

## Nastroje społeczne
Poparcie dla legalności aborcji należy w Czechach do najwyższych w Europie. W kwietniu 2005 w badaniu Europejskie wartości 81% Czechów odpowiedziało twierdząco na pytanie Czy kobieta, jeśli nie chce mieć dzieci, powinna mieć możliwość dokonania aborcji?. Przeciwne zdanie miało jedynie 18% obywateli Czech.
Zdania w tej kwestii nie miał 1% badanych. Odsetek zwolenników legalnej aborcji był największy spośród 10 krajów biorących udział w badaniu.
W innym sondażu przeprowadzonym przez CVVM w maju 2007 roku 72% Czechów stwierdziło, że aborcja powinna być dopuszczalna na żądanie kobiety, kolejne 19% – powinna być legalna ze względów społecznych, 5% – powinna być legalna tylko, gdy ciąża zagraża życiu matki, a jedynie 1% – powinna być zakazana bez względu na sytuację.
W sondażu przeprowadzonym w kwietniu 2003 roku przez Centers for Disease Control and Prevention i ORC Macro w sześciu państwach postkomunistycznych 85% Czeszek pomiędzy 15 a 44 rokiem życia odpowiedziało twierdząco na pytanie Czy uważasz że kobieta w każdej sytuacji powinna mieć prawo do decydowania o swojej ciąży włącznie z możliwością dokonania aborcji?. Spośród tych, które odpowiedziały na to pytanie przecząco, 91% stwierdziło, że aborcja powinna być dopuszczalna, gdy ciąża zagraża życiu matki, 74% – płód jest ciężko upośledzony, 72% – ciąża zagraża zdrowiu matki, 71% – ciąża powstała wyniku gwałtu, 18% gdy rodzina nie ma odpowiednich warunków dla wychowania dziecka, a jedynie 8% gdy kobieta jest niezamężna.